# Jerngallusblæk
Jerngallusblæk er en type blæk, der er selvdestruktiv og samtidig kan nedbryde det papir, det er blevet anvendt på. Blækket vil i sidste ende forårsage huller i papiret og dermed ikke længere selv være at se. Blækket er lavet af jernsalte og tannin fra galler.

## Historie
Det er usikkert hvor jerngallusblæk oprindeligt stammer fra. Formentlig er det udviklet i arabiske eller jødiske kulturer før det fik sin egentlige udbredelse i Europa. Den tidligst kendte forekomst af jerngallusblæk er fra et pergamenthåndskrift dateret til det 7. eller 8. årh. 
Jerngallusblæk havde flere fordele i forhold til den på den tid ellers fremherskende blæk fremstillet af kulstof. Det var lettere at fremstille, det størknede ikke i skriveredskabet og samtidigt var det svært at fjerne fra den overflade, hvor det blev påført. 
Jerngallusblæk afløste derfor i tiden fremover gradvist den kulstofbaserede blæk og i løbet af 1400-tallet var det blevet den mest populære. Jerngallusblæk har været så almindelig at det påpeges , at den faktisk har været den mest brugte blæk til håndskrifter i den vestlige verden, gennem det sidste årtusinde. 
I begyndelsen af 1900-tallet blev det almindeligt at tilsætte farvestoffer som tjærefarver, indigo, blåtræ og gultræ til blækket for at forbedre blækkets skriveegenskaber i forbindelse med udbredelsen af stålpenne som beskrevet af Carvalho.  En ren jerngallusblæk blev siden sjældent efterspurgt til andet end officielle dokumenter, hvortil jerngallusblæk har været brugt langt ind i det 20. årh. 

## Ingredienser og fremstilling
Da jerngallusblæk har været i brug gennem mange århundreder, over et stort geografisk område og til forskellige formål, har der naturligvis været en stor variation af opskrifter, hvoraf mange er overleveret og en del udførligt beskrevet i Mitchell & Hepworth  
Der findes variationer i de indbyrdes mængdeforhold og ingredienser, men grundlæggende består jerngallusblæk af fire hovedingredienser; garvestofholdige plantedele, jernsulfat, gummi arabicum og vand. Derudover kan der være tilsat forskellige andre produkter som vin, honning, alun eller, som nævnt, hjælpefarvestoffer i mindre mængde for at forbedre blækkets egenskaber.
Blækket er forholdsvist enkelt at fremstille selv. Ingredienserne var billige og lette at få fat i, så blækket har let kunnet fremstilles lokalt.

### Garvestofholdige plantedele
Til blækfremstilling har man først og fremmest anvendt garvestof fra galæbler, da de har et meget højt indhold af garvestoffet gallo-garvesyre anvendelig til blækproduktion. Galæbler dannes af parasitter som bladlus, fluer og hvepse, der lægger æg på forskellige typer vegetation. Den udrugede larve spiser af træet, mens den udskiller et irriterende stof som får træet til at danne en udvækst (et galæble) rundt om larven. 
De mest brugte har været Aleppo galæbler, kinesiske galæbler, japanske galæbler og galæbler fra egetræer. Aleppo galæblerne indeholder, ifølge kolorimetriske bestemmelser af Mitchell & Hepworth (1924), 52-80% garvestof, mens galæbler fra egetræer kun indeholder 3-37%. 
Der findes tusindvis af andre kilder til dette garvestof. Det kunne f.eks. være sumak, egebark eller granatæbleekstrakt, som ifølge Krekel  også kan tænkes at have fundet anvendelse i blækproduktion. 
Galæbler indeholder en større koncentration af garvestoffet gallo-garvesyre end gallussyre og kunsten var at få gallussyren frigivet fra sin garvestofkilde, da det er gallussyre,der direkte indgår i dannelsen af blækkets farvekompleks. Deraf navnet jerngallusblæk. Dette kunne gøres ved at knuse eller male galæblerne og tilsætte vand. Der kunne tilsættes syre (f.eks. vin, øl, eddike eller saltsyre) eller man kunne lade enzymer klare arbejdet under gæring. Herved hydrolyseres gallo-garvesyren til gallussyre, som er en aromatisk hydroxysyre.

### Vitriol
I de historiske opskrifter, til fremstilling af jerngallusblæk, angives ingredienserne vitriol, jernvitriol, kobbervitriol, vitriolum romane, grøn vitriol eller copperas m.fl., som alle beskriver den samme substans – jern(II)sulfat (FeSO4).
Vitriol er naturligt forekommende, letopløselige metalsulfater. Der findes ofte andre metalliske kationer som aluminium, zink, magnesium og kobber som urenheder i naturlig jernvitriol. Blækkets indhold af kobber er særligt interessant, da det spiller en vigtig rolle i nedbrydningen af håndskrifter med jerngallusblæk.

### Gummi arabicum
Blækket tilsættes gummi arabicum for at beskytte farvepartiklerne og holde dem opslæmmet i blækket. Det giver blækket en dybere farve og kan fungere som svagt bindemiddel, hvis farvepartiklerne er udfældet. 
Gummi arabicum er en vegetabilsk gummi, der udvindes fra akacietræer (Acaccia senegal. L.), hvor det flyder ud gennem revner i barken og stivner i luften. 

## Blandingsforhold
For at skabe en relativ stabil og effektiv blæk skal det støkiometriske forhold mellem jern og garvesyre være 1:1. Eller, ifølge Neevel , omregnet til forholdet mellem jern og garvestof 3,64:1. I en sådan blæk har alle jernioner reageret med gallussyre. På grund af det variable indhold af garvestof i råstofferne har det ikke været muligt at beregne præcis, hvor meget jern der f.eks. skulle til et bestemt mål galæbler for at få en optimal blæk. Neevel har, ud fra 104 historiske opskrifter, beregnet at forholdet mellem jern og garvestof i historiske jerngallusblækopskrifter typisk er 5,5:1, sådan at der oftest eksisterer et overskud af jern efter kompleksdannelsen. Forholdet svarer til et forhold mellem jern og garvesyre på 1:1,5.

## Farvedannelse
Dannelsen af farvestof er fremstillet af Krekel. Ved at blande gallogarvesyre  med jernsulfat dannes først et opløseligt, farveløst jern(II)gallus kompleks, som i kontakt med ilt danner et blåsort ikke-vandopløseligt jern(III)pyrogallus kompleks. At farvekomplekset er vandopløseligt i sit første stadie medfører, at det let kan trænge langt ned i papiret og vanskeliggøre senere rettelser. Der dannes svovlsyre (H2SO4) i forbindelse med dannelse af farvekomplekset. Generelt er jerngallusblæk derfor surt og pH ligger mellem 2 og 4 undersøgt af Sistach & Espadler.  Forholdet mellem jern og garvestof har indflydelse på blækkets farveintensitet ligesom uorganiske komponenter som kobber og calcium samt organiske bestanddele, som f.eks. sukker fra gummi arabicum, kan påvirke farven. Ved stigende indhold af kobber forandrer farven sig mod grønligblå til blå. 

## Nedbrydning af papir med jerngallusblæk
På grund af sit indhold af jernioner og lave pH-værdi, bidrager jerngallusblæk yderligere til papirets nedbrydning gennem jernkatalyseret oxidation og sur hydrolyse.
Neevel har, ud fra laboratoriefremstillet blæk med jern som eneste metal, vist at overskydende jern(II)ioner fra jerngallusblæk er hovedårsagen til cellulosens nedbrydning på grund af jernets egenskab som oxidationskatalysator. Blækkets syreindhold spiller, i sammenligning med overskud af opløselige jernioner, en mindre rolle ved nedbrydningen af cellulosen.
Håndskrifter beskrevet med jerngallusblæk har derfor gennem århundreder skabt store bevaringsmæssige problemer. Jerngallusblækkets sammensætning kan forårsage så stor skade i papiret, at der hvor der før var tekst eller tegning, til sidst kun bliver huller tilbage. Det kan man se et eksempel på i figur ?. Et typisk eksempel på en alvorlig nedbrydning ses på Pomahåndskriftet (Guaman Poma, Nueva corónica y buen gobierno, 1615) som opbevares på Det Kongelige Bibliotek.
Mange af vores mest kendte forfattere, komponister og kunstnere har anvendt jerngallusblæk. Et eksempel herpå er H.C. Andersen.
For at forebygge nedbrydning af papir med jerngallusblæk er det vigtigt at opbevare det tørt og at undgå håndtering, som kan medføre, at de nedbrudte områder under blækken knækker.